# Birnagar
Birnagar (bengali বীরনগর) är en stad i Indien. Den är belägen i distriktet Nadia i delstaten Västbengalen. Birnagar ingår i Ranaghats storstadsområde och hade 30 799 invånare vid folkräkningen 2011.